# 井上正嗣
井上 正嗣（いのうえ しょうじ、1948年（昭和23年）11月7日 - ）は、日本の政治家。元京都府宮津市長（3期）。

## 来歴
京都府宮津市字中野生まれ。1967年（昭和42年）3月、京都府立宮津高等学校卒業。1971年（昭和46年）3月、立命館大学理工学部土木工学科卒業。同年4月、土木技術吏員として京都府庁に採用される。
2000年（平成12年）4月、商工部次長に就任。2002年（平成14年）6月、福知山地方振興局長、2004年（平成16年）5月、中丹広域振興局副局長就任。2005年（平成17年）1月、宮津市助役に就任。
2006年（平成18年）6月23日、徳田敏夫・宮津市長が健康上の理由により辞職。これに伴って7月2日に行われた市長選に自民党・民主党・公明党・社民党の推薦を受けて出馬し初当選した。
2010年（平成22年）、再選。2014年（平成26年）、3選。
2019年、旭日小綬章受章。